# Fallugia
Fallugia é um género botânico pertencente à família Rosaceae.